# 鹿児島市立西紫原中学校
鹿児島市立西紫原中学校（かごしましりつ にしむらさきばるちゅうがっこう 英語: Nishi-Murasakibaru Junior High School）は、鹿児島県鹿児島市西紫原町にある市立中学校。

## 沿革
- 1979年 - 鹿児島市立紫原中学校・鹿児島市立南中学校より分離して開校。開校当初は、校舎の完成が間に合わず、母体校である紫原中学校に間借りする形で開校。紫原中学校の校門には、当初は二つの校名が掲げられていた。

この中学校には3つの伝統がある。
①ノーチャイム
②二分前着席、一分前黙想
③清掃前の静止

## 校歌
- 作詞: 椋鳩十
- 作曲: 鎌田範政

## 部活動
運動系
- バスケットボール部（男・女）
- 陸上競技部
- バレーボール部（男・女）
- サッカー部
- 軟式野球部
- ソフトテニス部（女）
- 剣道部
- 弓道部
- 卓球部（男・女）
- 硬式テニス部（男・女）

文化系
- 合唱部
- 美術部
- 吹奏楽部

## 著名な出身者
- 落合理（大阪大学大学院理学研究科准教授）
- 佐藤里佳 （フジテレビアナウンサー、アナウンス室部長）
- 吉岡慶（お笑い芸人、ピレニーズ）